# Обол

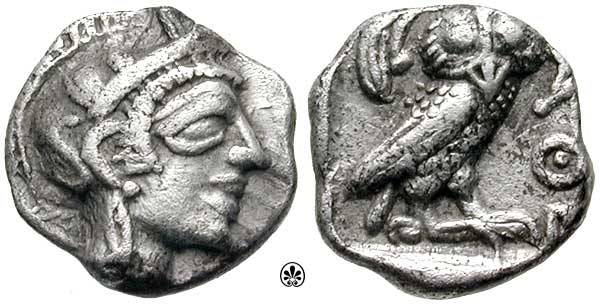
Афінський обол, 449 до н. е.

Обо́л (дав.-гр. ὀβολός, також ὀβελός, ὀβελλός, ὀδελός, букв. — «цвях, рожен»; лат. obolus) — грецька монета вартістю 1/6 драхми. Первісно обол являв собою бронзовий або залізний прут.
В Афінах обол важив 0,72 грама та був поділений на 8 халків. У Пелопонесі обол важив 1,04 грама. Його спочатку карбували із срібла, однак в елліністичну епоху — вже з бронзи. Згідно з Плутархом, спартанці використовували монети, зроблені із заліза.
В елліністичну епоху обол часто клали під язик померлим. Він мав служити платою Харону за перевезення мертвих через Стікс у царство мертвих Аїда.

## Співвідношення з іншими одиницями ваги
- 1 талант = 60 мін
- 1 міна = 100 драхм
- 1 драхма = 6 оболів
- 1 обол = 8 халків
- 1 халк = 2 лепти